# Docteur ne coupez pas
Pour plus de détails, voir Fiche technique et Distribution.
Docteur ne coupez pas (A Stitch in Time) est un film britannique réalisé par Robert Asher, sorti en 1963.

## Synopsis
Norman Pitkin est apprenti dans la boucherie de M. Grimsdale. Lorsqu'un hold-up a lieu dans la boutique, M. Grimsdale, sur la suggestion de Norman, met sa montre en or dans sa bouche pour la cacher. Cela a comme résultat que M. Grimsdale avale accidentellement sa montre et est envoyé à l'hôpital. Lors de sa visite à son patron, Norman cause un chaos dans l'hôpital et rencontre Lindy, une jeune fille qui n'a plus parlé depuis l'accident d'avion qui a causé la mort de ses parents. Norman ayant été désigné persona non grata à l'hôpital, il rejoint avec M. Grimsdale la brigade d'Ambulance Saint-Jean, ce lui donne une excuse pour visiter la jeune fille.
Finalement, Lindy lui rend visite lors d'un bal de charité pour lequel l'orchestre de la brigade joue. Après une inévitable pagaille dont Norman est la seule cause, ce dernier se rachète, et rachète la réputation de la brigade, en faisant un discours aux personnes présentes qui donnent ensuite pour l'œuvre de charité.

## Fiche technique
- Titre original : A Stitch in Time
- Titre français : Docteur ne coupez pas
- Réalisation : Robert Asher
- Scénario : Jack Davies, Norman Wisdom
- Direction artistique : Bert Davey
- Décors : Arthur Taksen
- Costumes : Joan Ellacott
- Photographie : Jack Asher
- Son : C. Le Mesurier, Dudley Messenger
- Montage : Gerry Hambling
- Musique : Philip Green
- Production exécutive : Earl St. John
- Production : Hugh Stewart
- Société de production : The Rank Organisation
- Société de distribution : J. Arthur Rank Film Distributors
- Pays de production :  Royaume-Uni
- Langue originale : anglais
- Format : Noir et blanc — 35 mm — 1,85:1 — son mono
- Genre : Comédie
- Durée : 89 minutes
- Dates de sortie : 
  - Royaume-Uni : décembre 1963
  - France : 29 juin 1966

## Distribution
- Norman Wisdom : Norman Pitkin
- Edward Chapman : M. Grimsdale
- Jeanette Sterke : Infirmière Haskell
- Jerry Desmonde : Sir Hector
- Jill Melford : Lady Brinkley
- Glyn Houston : Caporal Welsh, Ambulance Saint-Jean
- Hazel Hughes : l'infirmière en chef
- Patsy Rowlands : Amy
- Peter Jones : Capitaine Russell, Ambulance Saint-Jean
- Ernest Clark : Professeur Crankshaw
- Lucy Appleby : Lindy
- Vera Day : Betty
- Frank Williams : Nutall, chauffeur, Ambulance Saint-Jean